# Rolo Díez
Rolo Díez (Junín, 10 settembre 1940) è uno scrittore e giornalista argentino.

## Biografia
Rolando Aurelio Díez Suárez nasce a Junín nel 1940.
Nel 1977, a seguito del colpo di Stato che aveva avuto luogo in Argentina nell'anno precedente, è costretto ad allontanarsi dal proprio paese per motivi politici.
Dopo aver vissuto in Francia, Italia e Spagna, nel 1980 si è infine stabilito in Messico, dove ha lavorato per la televisione e per alcune testate giornalistiche.
Successivamente è divenuto popolare grazie ad alcuni suoi romanzi polizieschi e noir.

## Opere
- 1989 - Il ritorno di Vladimir Ilič (Vladimir Ilič contra los uniformados)[2]
- 1992 - Una rifugio nella valle della morte (Una baldosa en el valle de la muerte)[2]
- 1992 - Gatti da tetto (Gatos de azotea)[2]
- 1992 - Mato y voy (Mato y voy)
- 1992 - Il passo della tigre (Paso del tigre)[2]
- 1994 - La ragazza che voleva la luna (Luna de escarlata)[2]
- 1998 - Gambito de dama
- 1998 - El aguantadero
- 2001 - La vida que me doy
- 2003 - Foglie nel vento (Papel Picado)[2]
- 2004 - La carabina de Zapata
- 2004 - "Vencer o morir": lotta armata e terrorismo di stato in Argentina, il Saggiatore, Milano, 2004 – ISBN 978-8842812043